# Okzitanien (historische Region)

Der okzitanische Sprachraum (rote Grenzen).

Okzitanien (okzitanisch Occitània [utsiˈtanjɔ], französisch Occitanie [ɔksitaˈni]) ist die Bezeichnung einer historischen Kultur- und Sprachregion im Südwesten Europas. Neben kleineren Gebieten in Spanien und Italien befindet sich ihr Hauptteil im südlichen Drittel Frankreichs. Bis heute werden dort neben der offiziellen Landessprache  Varietäten (Mundarten) der okzitanischen Sprache gesprochen. Nach der Blütezeit der okzitanischen Kultur im Mittelalter besteht seit dem 19. Jahrhundert das Bemühen, eine einheitliche okzitanische Schriftsprache zu schaffen und diese in der Bevölkerung Südfrankreichs zu verbreiten sowie die literarische Tradition Okzitaniens zu beleben.
2016 wurden die französischen Verwaltungsregionen Languedoc-Roussillon und Midi-Pyrénées zur Verwaltungsregion Okzitanien zusammengeschlossen, die jedoch nur einen Teil der historischen Sprachregion Okzitanien sowie das traditionell katalanischsprachige Roussillon umfasst, während westliche und östliche Gebiete der Sprachregion nun zu den Verwaltungsregionen Nouvelle-Aquitaine und Provence-Alpes-Côte d’Azur gehören. Weitere Gebiete der historischen Sprachregion Okzitanien liegen in der Verwaltungsregion Auvergne-Rhône-Alpes sowie kleinere Gebiete im Nordwesten des spanischen Teils Kataloniens (Aranesische Sprache) und in einigen Alpentälern Italiens (im Piemont).

## Herkunft und Bedeutung des BegriffesOkzitanien
Der Begriff Occitania, in mittelalterlichen lateinischen Texten vom Ende des 13. Jahrhunderts an belegt, bezeichnete die Gegenden (insbesondere Frankreichs), in denen die okzitanische Sprache vorherrschte. Deren traditionelle Bezeichnung ist lenga d’òc (französisch: langue d’oc) und geht auf das Wort òc, die okzitanische Bejahungsformel, zurück, während die zweite große Dialektgruppe des galloromanischen Raumes nach dem dort gebräuchlichen Wort für ja (altfranzösisch: oïl, heute oui) Langues d’oïl genannt wurde. (Aus den Langues d’oïl entwickelte sich die französische Standardsprache, die heute in ganz Frankreich von der Mehrheit der Bevölkerung gesprochen wird.) Occitania ist ein von lenga d’òc abgeleiteter lateinischer Landschaftsname. Zu keiner Zeit gab es jedoch eine politische Einheit dieses Namens, die den gesamten Sprachraum des Okzitanischen enthielt.
Vielmehr lag in der Blütezeit der okzitanischen Kultur (11./12. Jahrhundert) das Sprachgebiet des Okzitanischen (und damit Okzitanien) insbesondere im Herzogtum Aquitanien und der Grafschaft Toulouse, die beide zum Königreich Frankreich gehörten, und der zum Heiligen Römischen Reich gehörenden Grafschaft Provence. Die Endung des Namens Occitania, -itania, geht möglicherweise auf eine Analogiebildung zu Aquitania zurück, einer Landschaftsbezeichnung, die bereits in der Römerzeit für den Südwesten Galliens belegt ist (Gallia Aquitania). Während mit Okzitanien der gesamte (ehemalige) Sprachraum des Okzitanischen, der Lenga d’òc, gemeint ist, bezieht sich der andere von lenga d’òc abgeleitete Landschaftsname, Languedoc, auf ein Gebiet, das hauptsächlich der ehemaligen Grafschaft Toulouse entspricht. Dieser Name wurde Gebieten der Grafschaft Toulouse gegeben, nachdem sie in die französische Krondomäne, d. h. in die unmittelbar vom König regierten Gebiete seines Reiches, eingegliedert worden war und diese neu geordnet wurden.

## Ausstrahlung der okzitanischen Kultur und heutige Verbreitung
Zwar bestand zu keiner Zeit eine politische Einheit Okzitaniens, doch war Okzitanisch die Sprache der Troubadour-Kultur des Mittelalters, die über die Grenzen Südfrankreichs ausstrahlte. Auch an Adelshöfen in Italien und auf der Iberischen Halbinsel wurde auf Okzitanisch gedichtet. Nach einer langen Phase des Niedergangs infolge der Zentralisierungspolitik der französischen Könige und der revolutionären und postrevolutionären Neugliederung des französischen Staates bekennen sich heute einige okzitanische Städte und Kommunen wieder zu ihrem historischen Erbe. So werden Orts- und Straßenschilder zweisprachig ausgeführt. In Schulen wurden Okzitanischklassen eingerichtet.
Die okzitanische Sprache wird Schätzungen zufolge heute von weniger als zwei Millionen Franzosen beherrscht und von noch weniger Menschen im Alltag gesprochen. Rund 78.000 Schüler lernen Okzitanisch in acht Akademien von Nizza bis Toulouse und Clermont-Ferrand.
Okzitanien ist besonders für seine mittelalterliche Kultur bekannt, die im nationalen Gedächtnis Frankreichs insbesondere durch die Trobadors und die Katharer repräsentiert sind. Gelegentlich wird der Teil Okzitaniens westlich der Rhone noch heute als Katharerland bezeichnet. Zudem werden – neben dem milderen Klima und der davon bestimmten Vegetation und Küche – mit dem Süden Frankreichs weitere Besonderheiten assoziiert, die ihn vom Norden des Landes abheben: Wie auf der Iberischen Halbinsel werden Traditionen des Stierkampfs gepflegt, und die verbreitetste Sportart, insbesondere im Südwesten, ist Rugby. Die in Okzitanien verbreitete Aussprache des Französischen ist bis heute vom Sprachwechsel der Bevölkerung (vom Okzitanischen zum Französischen) geprägt, der sich insbesondere seit der Einführung der allgemeinen Schulpflicht 1882 und dem Einzug der elektronischen Massenmedien (Rundfunk und Fernsehen) beschleunigte und heute als nahezu abgeschlossen gelten kann. Teile Okzitaniens sind auch als terre protestante bekannt, als Land der Protestanten, die sich in den Jahrzehnten der Verfolgung nach der Aufhebung des Edikts von Nantes (1685) in die unwegsamen Cevennen zurückzogen (oft als Kamisarden bezeichnet) und hier bis heute für das überwiegend katholische Frankreich verhältnismäßig große Gemeinden bilden. In vielen Gemeinden des Languedoc findet sich außer einer katholischen Kirche auch ein Temple, ein bescheidenes protestantisches Gotteshaus.
Im Laufe der Jahrhunderte bildeten sich mehrmals Initiativen, die die kulturelle Selbstbehauptung Okzitaniens förderten. Für das 19. Jahrhundert ist die Félibrige zu nennen, deren Zentrum in der Provence lag. (Davon ausgehend wurde die okzitanische Sprache bis ins 20. Jahrhundert hinein oft als Provenzalisch bezeichnet.) 1945 wurde das okzitanische Kulturinstitut Institut d’Estudis Occitans gegründet, das seit 1986 vom französischen Unterrichtsministerium offiziell anerkannt ist. Der Verein Per Noste zur Pflege der okzitanischen Sprache und Kultur wurde 1960 gegründet, und in den 1970er Jahren entstand die unabhängige Zeitung Lutte occitane – Occitan as drech a la paraula (Okzitanischer Kampf – Okzitanier, du hast das Recht zu reden). In diesen Jahrzehnten richtete sich der okzitanische Widerstand neben sprachlichen Belangen oft gegen Produktionsbedingungen, von denen sich Bauern und Winzer benachteiligt fühlten, sowie den Umbau des Landes zu einem Ferienparadies für Touristen. Als Regionalpartei Okzitaniens versteht sich der Partit Occitan.

## Geschichte
Unter prähistorischen Gesichtspunkten ist das Gebiet in verschiedene Regionen unterteilt, die ganz eigene Formen von megalithischen Zeugnissen hinterließen. Die meisten dürften der Chassey-Kultur zugehören. Es gibt zwei Regionen mit Statuenmenhiren (Languedoc, Rouergates) und acht Dolmengebiete (Aquitanien, Ardèche, Grand Causses, Languedoc, Minervois, Pays Basque, Quercy und Roussillon).
Im Altertum teilten sich mehrere keltische Stämme („Gallier“) und andere Völker, die schwierig zu identifizieren sind, Südfrankreich auf. Es gab auch griechische Siedlungen um das Mittelmeer, wie zum Beispiel Nizza (Nikea), Antibes (Antipolis, okz : Antíbol) usw. Die anderen nichtkeltischen Stämme waren die Ligurer im Osten, die Iberer im Westen der Mittelmeerküste (franz. Katalonien), die Aquitaner und die Basken im Süden Aquitaniens. Im Grunde wurde Südfrankreich weniger keltisiert als Nordfrankreich, mit den bemerkenswerten Ausnahmen Massif Central und Limousin.
In den Jahren 125 bis 123 v. Chr. eroberten die Römer unter Flaccus den Süden Galliens und nannten diese Provinz Gallia Ulterior und später dann Narbonensis. Mit der südlichen Hälfte der später gegründeten Provinz Gallia Aquitania war in etwa das spätere Gebiet Okzitaniens abgesteckt.
Auch nach dem Ende des Römischen Reiches hielten sich im Süden die Einheimischen an römische Kultur und römisches Bewusstsein. Die Städte wurden weiterhin von aristokratischen Familien regiert, die oft direkt von römischen Senatoren abstammten.

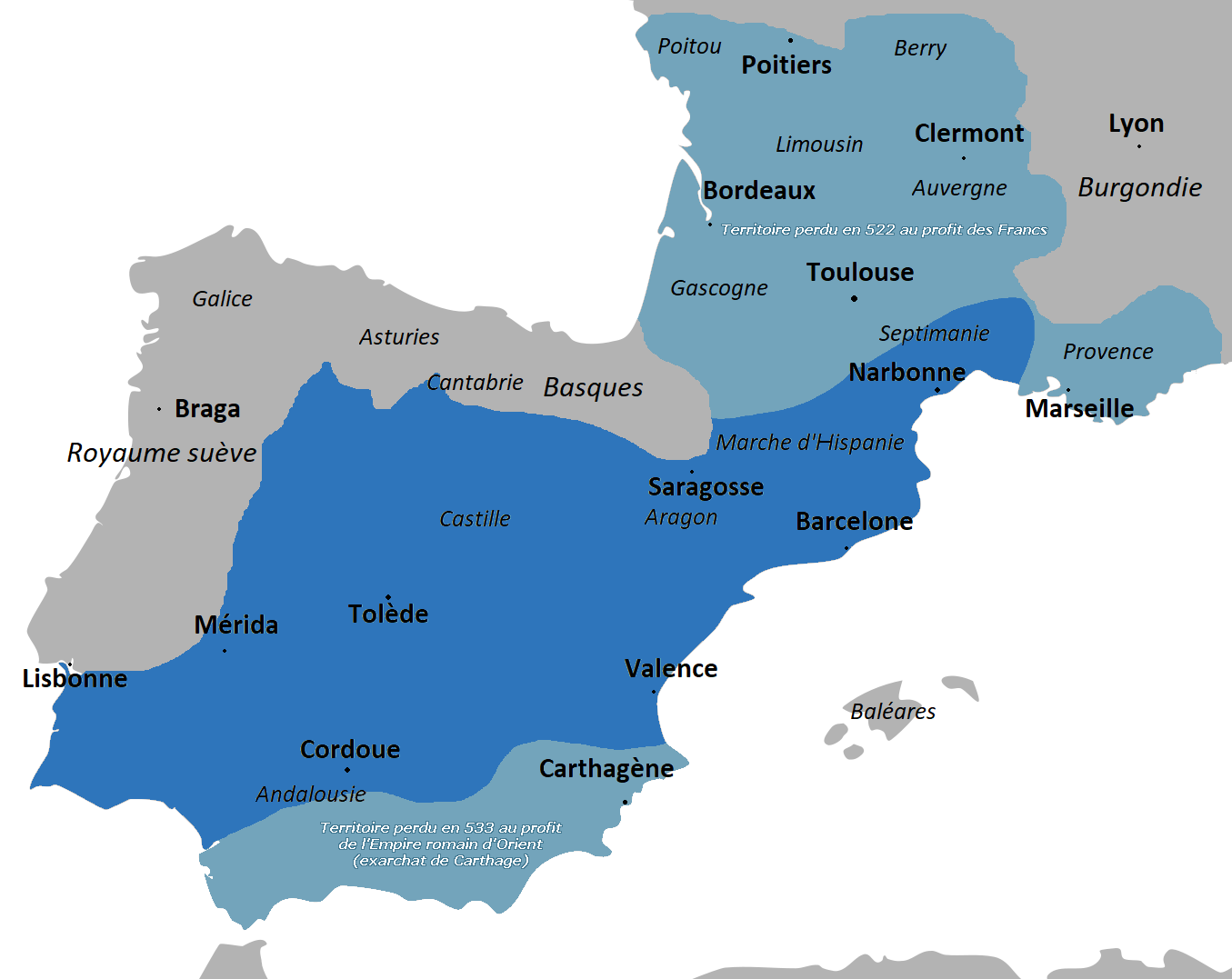
Das Westgotenreich zur Zeit Alarichs II.

Nachdem sie 410 Rom geplündert hatten, zogen die Westgoten unter König Athaulf unter dauernden Auseinandersetzungen durch Südgallien nach Spanien und eroberten von dort aus ab 418 den südwestlichen Teil Galliens. Sie errichteten das sogenannte Tolosanische Reich mit Toulouse als Hauptstadt.
Die Goten unterlagen 507 gegen den Merowingerkönig Chlodwig I. und verloren ihr Reich bis auf die Provence und einen Küstenstreifen bei Narbonne an die Franken.
Das aufstrebende Frankenreich unterwarf auch diese Gebiete noch im 6. Jahrhundert. Okzitanien blieb bis Ende des 9. Jahrhunderts zum größten Teil im Gebiet des Westfrankenreichs; das Zentrum des Reiches lag aber im Norden in der Île-de-France, weshalb der Süden eine eigenständige Entwicklung nehmen konnte.
Im Jahre 721 wurde Tolosa in der Schlacht von Toulouse mehrere Monate erfolglos von Arabern belagert. Zwischen 781 und 843 war Toulouse Sitz des Königreichs von Aquitanien, danach erfolgte die Gründung der selbständigen Grafschaft Toulouse. In dieser Zeit war die Stadt Zentrum der Languedoc-Kultur.
Nach der Zugehörigkeit zum Reich der Karolinger ging die Region im Königreich Frankreich (987–1792) auf.
Um das Jahr 1000 entstand aus dem Vulgärlatein die okzitanische Sprache. Es entwickelten sich verschiedene Dialekte, etwa Provenzalisch und Gascognisch. Insgesamt war Südfrankreich in seiner historischen Entwicklung weniger keltisch geprägt, tiefer romanisiert und danach weniger germanisiert worden als das nördliche Frankreich.
Im Hochmittelalter, kurz vor und während des Auftretens der Katharer, prägten zwei Dynastien das Gebiet: die Familie Saint-Gilles als Grafen von Toulouse und die Familie Trencavel, der es gelang, jeweils Vizegrafen von Albi, Carcassonne, Béziers und dem Razès zu werden.
Zwar nicht im heutigen Sinne einer Kolonie, jedoch mit dem Effekt einer Migration von Okzitaniern in diese Enklave, gründete Graf Raimund von Toulouse im Jahr 1102 infolge der Kreuzzüge die Grafschaft Tripolis nördlich von Jerusalem. Die Kultur des Rittertums aber entwickelte sich im Süden niemals wie im Norden (z. B. spielten die Turniere niemals in Südfrankreich), doch war der Süden das Zentrum der Trobador-Kultur.
In drei Kreuzzügen gegen vermeintliche Ketzer (1209 bis 1244) wurden die okzitanischen Kernherrschaften der Saint-Gilles in Toulouse und der Trencavel in Carcassonne von nordfranzösischen Baronen erobert. Die okzitanische Sprache und Kultur wurden danach allmählich zurückgedrängt.
Insbesondere im aus der Tradition des Absolutismus und des Jakobinertums erwachsenen französischen Zentralismus im 19. und 20. Jahrhundert wurde die Entwicklung einer eigenständigen okzitanischen Identität unterdrückt; Südfranzosen (Okzitanier) und Nordfranzosen verschmolzen im französischen Nationalstaat zur französischen Nation.

## Gegenwart
Seit 2016 ist „Okzitanien“ (französisch Occitanie; okzitanisch und katalanisch Occitània) aufgrund des Beschlusses des Regionalparlaments auch der Name der französischen Region, die im Zuge einer großen Verwaltungsreform des französischen Staates durch die Fusion der vormaligen Regionen Languedoc-Roussillon (Hauptstadt Montpellier) und Midi-Pyrénées (Hauptstadt Toulouse) gebildet wurde, allerdings ohne die Provence. Als Hauptstadt der neuen Region wurde Toulouse bestimmt. Damit ist Okzitanien erstmals der Name einer politischen Einheit. Die vom Regionalparlament abgesegnete Umbenennung erfolgte zum 1. Oktober 2016.
Neben Französisch wird in einem kleinen Teil der neu geschaffenen Verwaltungsregion, im Roussillon, noch Katalanisch gesprochen. Das Roussillon gehört traditionell nicht zu Okzitanien, sondern stand lange Zeit in enger Beziehung zum Königreich Aragonien bzw. dem Königreich Mallorca, das aus Letzterem hervorging. Ansprüche Frankreichs auf das Roussillon bestanden seit dem Mittelalter und führten zu zahlreichen Kriegen und Vertragsabschlüssen bis zur endgültigen Integration in die französische Krondomäne im Jahr 1659.